# Евгенија Гранде
Евгенија Гранде (фр. Eugénie Grandet) је роман француског писца реализма Оноре де Балзака из 1833. године. Роман је касније, кад је осмислио предговор Људска комедија убацио у део приче из провинције. Роман је посвећен његовој тадашњој љубавници Марији Ду Френ, са којом је имао ћерку.
Већина радње романа је смештена у француском граду Сомиру у временском раздобљу од 1819. до 1828. године. Роман приказује вишу друштвену класу која тежи за што бољом позицијом у друштву и још већим богатством. Арогантне и себичне ликове приказује и описује иронично и хиперболично.
Радњу романа приповеда свезнајући приповедач који детаљно описује ликове и њихове радње, као и ентеријер и екстеријер. Читаво дело је наративног карактера са краћим дијалозима. И поред имена дела Евгенија гранде већи део романа говори о њеном оцу и његовој опсесији новцем описујући његове поступке који су утицали на лошу судбину његове ћерке.

## Радња
На почетку романа приповедач описује провинцијске куће у западној Француској, у граду Сомиру. Назива их тмурним, безбојним и хладним, а улице описује као кривудаве и веома уске, али и слабо посећене. Суботом у граду нема шта да се купи јер су људи отишли у своје винограде и проводе викенд на селу, а за живот људи каже да је под отвореним небом, осталих дана сем суботом седе на улици испред кућа и ту ручају, вечерају, свађају се.Исто тако заглеђују и проучавају сваког ко прође улицом.
На врху главне улице се налазе палате старог града, где се уједно налази и кућа у којој се дешавају догађаји у роману, кућа господина Грандеа. Феликс Гранде је био обичан качар док није оженио ћерку богатог трговца даскама, да би од новца који је добио у мираз и жениног богатства добрим и уносним пословима зарадио много више. Он је годинама трговао и окретао капитал и створио велико богатство и увек је тежио да има још више.
Са женом је имао ћерку Евгенију, али су обе живеле веома скромно пошто је он био познат као велика шкртица и обичан необразовани провинцијалац који је једва знао и да чита, па се према њима двема односио строго и без икаквих емоција. Од мираза је купио најбоље винограде у округу, који су 1806. године оцењени као најбољи у провинцији који производе најбоља вина. 
У Грандеову кућу је долазило само шест личности – син господина Кришоа, који је био председник сомирског првостепеног суда и његов отац, госпођа и господин де Грасен, најбогатији сомирски банкар са својим сином Адолфом за кога су се надали да ће га оженити за Евгенију и породичног опата Таљеранда. Обе породице, Кришо и де Грасен борили су се за руку младе наследнице Евгеније. 
Средином октобра 1819. године, на Евгенијин рођендан, сви су јој носили цвеће. Од мајке је добијала хаљине, а од оца новац који је сваке године стављала у фиоку и чувала за брак. Кришо је пољубио Евгенију у врат и пожелео јој срећан рођендан, због чега ју је било срам. Адолф ју је пољубио у образе и предао ковчежић с прибором за ручни рад с њеним иницијалама, што ју је учинило посебно срећном и изазвало љубомору и бес код Кришоа.
Тада се свима њима на прослави придружио и Шарл Гранде, Евгенијин рођак из Париза. Двадесетчетворогодишњи веома негован и уредан младић који је био и богат. Младић предаје писмо свог оца Феликсу, његовом брату не знајући његову садржину, где брат пише Феликсу да је банкротирао и да не може да издржи ту срамоту и да планира да се убије и моли брата да Шарлу буде добар отац јер младић нема никога више.
Шарл навикнут на богатство није могао да престане да се чуди сиромаштву стричеве куће, а Гранде је био бесан што му је брат оставио свог размаженог наследника који је навикао на луксуз. 
Евгенији се Шаљрл засвиђао истог тренутка и трудила се да у кући све буде у најбољем реду како би било довољно добро за њега. 
Убрзо су и новине објавиле да се угледни паришки трговац господин Гранде упуцао након што је поднео оставку на функцију председника Народне скупштине.
Феликс одводи нећака у башту и саопштава му да се његов отац убио младић постаје очајан, што Феликс није разумео јер га смрт брата уопште није потресла. 
Наредних дана шкртица Феликс забрањује женама да троше новац на нећака и да му угађају, поготово Евгенији која се заљубила у њега и трудила се да му све угоди.
Феликс је у међувремену смислио план како да се отараси нећака и убедио је Де Грасена да се побрине и преузме одговорност за братов дуг како би испао племенит и добар, али је у суштини имао план како да реши проблеме преко туђих леђа и успут и заради.
Организовао је пут у Индију за нећака како би га послао да реши неке породичне обавезе како би га послао што даље од њих и Евгеније. Када је Феликс сазнао да је Евгенија дала сву уштеђевину Шарлу он се разбеснео и закључао у собу дозвољавајући да добије само хлеб и воду. Због тога се њена мајка разболела јер Феликс и поред њених молби да попусти ћерки није успела да победи његову тврдоглавост. Када јој је на јесен мајка умрла он је убедио Евгенију да се одрекне своје имовине у његову корист што је она и урадила и почео да је припрема за вођење послова.
Последњу годину живота Феликс је провео посматрајући своје богатство и дивећи му се по цео дан. Кад је умро Евгенија и служавка су остале саме у кући. Она је повећала месечну плату слушкињи која јој је сада била и једини пријатељ. Евгенија има тридесет година, али нема среће, већ седму годину се молила за свог рођака и сваки дан чекала Шарлово писмо из Индије које никад није стигло.
У Индији се Шарло бавио различитим пословима, али је најисплативији посао био трговина људима, највише црнцима и кинезима. У тим пословима је изгубио љубав и част и постао окупиран само мислима о новцу, као и покојни ујак Феликс. Кад је зарадио довољну количину новца за коју је сматрао да је довољно за његов углед у друштву одлучио је да се врати у Париз.Те 1827. године на броду којим је ишао кући упознао је богату породицу која је носила племићку титулу маркиза и која је имала ћерку коју су хтели да удају на шта он и пристаје. Пошто је сматрао да је Евгенија сиромашна пише јој писмо где јој говори да планира да ожени девојку по његовој мери. Иако сломљена због тога, она одлучује да отплати дугове њеног стрица како би Шарл могао да ожени маркизу, пошто су заостали дугови од банкрота његовог оца прелазили суму коју је он зарадио и коју је поседовао.
Она је послала Кришоа у Париз да се побрине за дугове њеног стрица и обећала му да ће да се уда за њега. Убрзо након тога се удаје за њега, али он иако је имао велике планове у политици не успева да их реализује јер умире. Евгенија постаје удовица након смрти мужа и остаје опет само са верном слушкињом. Она наставља да живи скромно дајући прилоге многим установама у борби против сиромаштва.